# Покрутище
Покрутище — деревня в Тямшанской волости Псковского района Псковской области России.
Расположена на побережье реки Великая, в 17 км к юго-западу от города Пскова и в 8 км к юго-востоку от деревни Тямша. Восточнее расположена деревня Кузнецово.

## Население
| 2001 | 2002 | 2010 |
| ---- | ---- | ---- |
| 14   | ↘10  | ↗23  |